# Савиоли, Луи-Виктор
Луи-Виктор Савиоли (итал. Ludovico Vittorio Savioli Fontana Castelli, 1729—1804) — итальянский поэт, профессор дипломатии в Болонском университете. Издал сборник анакреонтических писем «Amori», пользовавшийся большим успехом и выдержавший множество изданий.

## Биография
Родился в аристократической семье в Болонье. Учился в Иезуитском колледже для знати, проходил обучение у Фердинандо Гедини, который был учителем литературы, и Франческо Марии Занотти. Он также изучал право, что позволило ему принимать участие в общественной жизни Болоньи на различных должностях (в 1770 году он был назначен сенатором, в 1772 году -гонфалоньером юстиции). С 1790 года был профессором кафедры истории в Болонском университете, а с 25 декабря 1802 года — кафедры истории и дипломатии.
В качестве сенатора Болоньи он выступал против кардинала Иньяцио Гаэтано Бонкомпаньи-Людовизи, который пытался ограничить привилегии аристократии. Он был сторонником Французской революции. В 1796 году был депутатом Циспаданской Республики. В 1802 году он стал членом Национального института наук и искусств, основанного Наполеоном. Именно Наполеону он посвятил перевод первой книги Публия Корнелия Тацита Анналы.
Его первыми поэтическими сочинениями были сонеты, благодаря которым он стал членом академии Аркадия.
Самая известная поэма Савиоли — Amori. Сердцевина этого произведения, состоящая из двенадцати писем, была напечатана в 1758 году. Сочинению предшествовала долгая работа переводов латинских элегий, прежде всего Овидия. Савиоли описывал сентиментальные ситуации, которые изображают некоторые аспекты галантного общества восемнадцатого века (Прогулки, Театр, Служанка и т. д.). Затем Савиоли написал ещё двенадцать писем, которые были опубликованы в 1765 году в Лукке. Последующие издания были очень многочисленными на протяжении всего девятнадцатого века. Был издан даже перевод на латинский язык.
Он также написал театральную пьесу в пяти действиях, «Ахилл», в которой говорится о смерти Ахилла от рук Париса согласно рассказам Диктиса Критского и Дарета Фригийского.

## Критика
Несмотря на первоначальный успех, во второй половине XVIII века самое важное произведение Савиоли Amori подверглось критике за чрезмерное использование мифологии.